# Pablo Javier García
Pablo Javier García Lafluf (Montevideo, Uruguay; 15 de abril de 1999) es un futbolista uruguayo, juega como mediocampista ofensivo y su equipo actual es el Club Plaza Colonia de la Primera División de Uruguay.

## Trayectoria
A los 4 años, Pablo comenzó a jugar al baby fútbol en el Club Alumni. Cuatro años después pasó al Club Social y Deportivo Rocha, club en el que se destacó, logró el título de campeón de campeones, y la institución ganó un Campeonato General por primera vez en su historia.
García recibió una invitación para unirse a la escuelita de Liverpool en 2012, la aceptó y finalizó las categorías infantiles con los negriazules. Luego comenzó las divisiones juveniles, en Séptima División su primer gol fue el 26 de abril con la categoría sub-14 del 2013.
En el año 2014, anotó 8 goles con la sub-15, lograron el Torneo Clausura. Pero Peñarol ganó el Torneo Apertura y la tabla anual, por lo que se forzaron unas finales, en el primer partido ganó Liverpool 4 a 2. El partido decisivo se jugó el 20 de diciembre, fue un encuentro parejo en el que no se convirtieron goles en 90 minutos, por lo que fueron a un alargue y Pablo anotó el 1 a 0 definitivo que permitió el título de campeón uruguayo 2014.
Al año siguiente, en 2015, mostró un gran nivel, ya que anotó 21 goles con la sub-16 del club. Lograron el Torneo Apertura y empataron en la tabla anual con Danubio, perdieron el desempate, ganaron 2 a 1 la semifinal, pero luego en la final cayeron 2 a 0, por lo que los de la franja lograron el título.
García fue ascendido a Primera por el nuevo técnico de Liverpool, Gabriel Oroza para realizar la pretemporada 2016.
En la fecha 1 del Torneo Clausura, estuvo en el banco de suplentes sin minutos, jugaron contra Wanderers y perdieron 4 a 1.
Debutó como profesional el 13 de febrero de 2016, en la fecha 2 contra Plaza Colonia, ingresó al minuto 76 pero fueron derrotados 1 a 0. Pablo jugó su primer partido oficial con 16 años y 304 días, utilizó la camiseta número 23.
En enero de 2018 se sumó a la Reserva del Club Atlético River Plate de Argentina, pero lo hizo de manera silenciosa, puesto a que la dirigencia del "Milonario" llevaba a cargo gestiones importantes para incorporar a Lucas Pratto y Franco Armani.
El Entrenador Marcelo Gallardo se dispuso a llevar a García a la pretemporada del plantel profesional.

## Selección nacional

### Trayectoria
Pablo ha sido parte de la selección de Uruguay en las categorías juveniles sub-17, sub-18 y sub-20.
Fue convocado por primera vez por Santiago Ostolaza, para entrenar con la sub-17 a comienzos de 2015. Disputó un partido amistoso de práctica contra su equipo, Liverpool, en el que ganaron 5 a 1. Finalmente no fue convocado para el Sudamericano Sub-17 que se realizó en Paraguay.
El 22 de octubre volvió a ser convocado a la selección, esta vez por Fabián Coito a la sub-18, para entrenar y ser parte del proceso rumbo al Campeonato Sudamericano Sub-20 de 2017 en Ecuador.
Entrenó con la sub-18 de Uruguay hasta fin de año, y jugaron algunos partidos amistosos de práctica. Contra Progreso, Boston River, Central Español, Nacional Universitario, la selección de Colonia y la de San José.
El 2 de marzo de 2016 fue convocado para comenzar los entrenamientos con la sub-20, bajo las órdenes de Coito, junto a su compañero de club Juan Ignacio Ramírez.
Jugó el primer amistoso de práctica del año, se enfrentaron a Boston River, Uruguay perdió 1 a 0 en los primeros 45 minutos, pero para el segundo tiempo el entrenador cambió todo el equipo y ese tiempo finalizó 1 a 1, Pablo anotó el gol celeste.
Debutó en un partido internacional el 26 de abril de 2016, se enfrentaron a Paraguay, ingresó en los minutos finales y empataron 1 a 1.
El 16 de agosto anotó su primer gol con la Celeste, fue ante la selección Gaúcha, combinado al que derrotaron 5 a 2.

### Participaciones en juveniles
En cursiva las competiciones no oficiales.
| Competición                                    | Sede      | Resultado     | Partidos | Goles |
| ---------------------------------------------- | --------- | ------------- | -------- | ----- |
| Torneo Cuatro Naciones Sub-19 de 2016          | Catar     | Subcampeón    | 2        | 0     |
| Copa Ciudad de la Independencia Sub-19 de 2016 | Chile     | Tercer puesto | 2        | 1     |
| Festival internacional Sub-18 de 2017          | Argentina | Campeón       | 3        | 1     |
| Sudamericano Sub-20 de 2019                    | Chile     | Tercer puesto | 5        | 1     |

### Detalles de partidos
| Con Uruguay Sub-18 | Con Uruguay Sub-18 | Con Uruguay Sub-18 | Con Uruguay Sub-18 | Con Uruguay Sub-18 | Con Uruguay Sub-18              | Con Uruguay Sub-18 | Con Uruguay Sub-18 | Con Uruguay Sub-18                                                                                  | Con Uruguay Sub-18 |
| N°                 | Rival              | Resultado          | Fecha              | Lugar              | Competencia                     | Goles              | Asistencias        | Ref.                                                                                                |                    |
| ------------------ | ------------------ | ------------------ | ------------------ | ------------------ | ------------------------------- | ------------------ | ------------------ | --------------------------------------------------------------------------------------------------- | ------------------ |
| 1                  | Estados Unidos     | 3:2 (1:1)          | 5 de junio de 2017 | Rosario Argentina  | Amistoso Festival internacional | Anotado            | -                  | 1 (enlace roto disponible en Internet Archive; véase el historial, la primera versión y la última). |                    |
| 2                  | Rosario Central    | 0:4 (0:3)          | 7 de junio de 2017 | Rosario Argentina  | Amistoso Festival internacional | -                  | -                  | 2 (enlace roto disponible en Internet Archive; véase el historial, la primera versión y la última). |                    |
| 3                  | Newell's           | 0:4 (0:2)          | 9 de junio de 2017 | Rosario Argentina  | Amistoso Festival internacional | -                  | -                  | 3 (enlace roto disponible en Internet Archive; véase el historial, la primera versión y la última). |                    |

| Con Uruguay Sub-20 | Con Uruguay Sub-20 | Con Uruguay Sub-20 | Con Uruguay Sub-20       | Con Uruguay Sub-20                 | Con Uruguay Sub-20                       | Con Uruguay Sub-20 | Con Uruguay Sub-20 | Con Uruguay Sub-20 | Con Uruguay Sub-20 |
| N°                 | Rival              | Resultado          | Fecha                    | Lugar                              | Competencia                              | Goles              | Asistencias        | Ref.               |                    |
| ------------------ | ------------------ | ------------------ | ------------------------ | ---------------------------------- | ---------------------------------------- | ------------------ | ------------------ | ------------------ | ------------------ |
| 1                  | Paraguay           | 1:1 (0:1)          | 26 de abril de 2016      | Canelones · Uruguay                | Amistoso                                 | -                  | -                  | 1                  |                    |
| 2                  | Chile              | 2:2 (1:1)          | 2 de junio de 2016       | Montevideo · Uruguay               | Amistoso                                 | -                  | -                  | 2                  |                    |
| 3                  | Perú               | 2:1 (2:1)          | 14 de junio de 2016      | San José · Uruguay                 | Amistoso                                 | -                  | -                  | 3                  |                    |
| 4                  | Guatemala          | 1:0 (1:0)          | 22 de junio de 2016      | Canelones · Uruguay                | Amistoso                                 | -                  | -                  | 4                  |                    |
| 5                  | Sel. Gaúcha        | 5:2 (3:2)          | 16 de agosto de 2016     | Montevideo · Uruguay               | Amistoso                                 | 86'                | -                  | 5                  |                    |
| 6                  | Chile              | 1:0 (1:0)          | 30 de agosto de 2016     | San Vicente de Tagua Tagua · Chile | Amistoso                                 | -                  | -                  | 6                  |                    |
| 7                  | Chile              | 1:0 (1:0)          | 1 de septiembre de 2016  | Santiago · Chile                   | Amistoso                                 | -                  | -                  | 7                  |                    |
| 8                  | Corea del Sur      | 0:1 (0:0)          | 21 de septiembre de 2016 | Doha Catar                         | Amistoso Torneo Cuatro Naciones          | -                  | -                  | 8                  |                    |
| 9                  | Senegal            | 2:1 (0:0)          | 24 de septiembre de 2016 | Doha Catar                         | Amistoso Torneo Cuatro Naciones          | -                  | -                  | 9                  |                    |
| 10                 | Venezuela          | 3:1 (2:1)          | 5 de octubre de 2016     | Montevideo · Uruguay               | Amistoso                                 | -                  | -                  | 10                 |                    |
| 11                 | Brasil             | 2:1 (1:0)          | 14 de octubre de 2016    | Talca · Chile                      | Amistoso Copa Ciudad de la Independencia | -                  | -                  | 11                 |                    |
| 12                 | Ecuador            | 2:0 (0:0)          | 16 de octubre de 2016    | Talca · Chile                      | Amistoso Copa Ciudad de la Independencia | 79'                | -                  | 12                 |                    |

## Estadísticas
Actualizado al 6 de noviembre de 2021.
| Liverpool · Uruguay | 1.ª           | 2015-16       | 6  | 0 | - | - | - | -  | 6  | 0 |
| Liverpool · Uruguay | 1.ª           | 2016          | 4  | 0 | - | - | - | -  | 4  | 0 |
| Liverpool · Uruguay | 1.ª           | 2017          | 0  | 0 | - | - | 1 | 0  | 1  | 0 |
| Liverpool · Uruguay | Total club    | Total club    | 10 | 0 | 0 | 0 | 1 | 0  | 11 | 0 |
| River Plate Argentina |               |               |    |   |   |   |   |    |    |   |
| 1.ª | 2018-19       | 0             | 0  | 0 | 0 | 0 | 0 | 0  | 0  |   |
| Total club | Total club    | 0             | 0  | 0 | 0 | 0 | 0 | 0  | 0  |   |
| Nacional · Uruguay | 1.ª           | 2019          | 12 | 0 | 0 | 0 | 0 | 0  | 12 | 0 |
| Nacional · Uruguay | 1.ª           | 2020          | 24 | 2 | 1 | 0 | 2 | 0  | 27 | 2 |
| Nacional · Uruguay | 1.ª           | 2021          | 4  | 0 | 0 | 0 | 0 | 0  | 4  | 0 |
| Nacional · Uruguay | Total club    | Total club    | 40 | 2 | 1 | 0 | 2 | 0  | 43 | 2 |
| River Plate (Cedido) · Uruguay |               |               |    |   |   |   |   |    |    |   |
| 1.ª | 2021          | 14            | 1  | 0 | 0 | 0 | 0 | 14 | 1  |   |
| Total club | Total club    | 14            | 1  | 0 | 0 | 0 | 0 | 14 | 1  |   |
| Total carrera | Total carrera | Total carrera | 64 | 3 | 1 | 0 | 3 | 0  | 68 | 3 |
| (1)Incluidos los datos de la Copa Sudamericana (2017) y Copa Libertadores de América (2020) (2)Incluidos los datos de la Supercopa Uruguaya (2020) |               |               |    |   |   |   |   |    |    |   |

### Selecciones
Actualizado al 9 de junio de 2017.
Último partido citado: Newell's 0 - 4 Uruguay
| Selección        | Temporada     | Continental | Continental | Mundial | Mundial | Amistosos | Amistosos | Total | Total |
| Selección        | Temporada     | Part.       | Goles       | Part.   | Goles   | Part.     | Goles     | Part. | Goles |
| ---------------- | ------------- | ----------- | ----------- | ------- | ------- | --------- | --------- | ----- | ----- |
| Sub-18 · Uruguay | 2016/17       | -           | -           | -       | -       | 3         | 1         | 3     | 1     |
| Sub-18 · Uruguay | Total sel.    | -           | -           | -       | -       | 3         | 1         | 3     | 1     |
| Sub-20 · Uruguay | 2015/16       | -           | -           | -       | -       | 4         | 0         | 4     | 0     |
| Sub-20 · Uruguay | 2016/17       | -           | -           | -       | -       | 8         | 2         | 8     | 2     |
| Sub-20 · Uruguay | Total sel.    | -           | -           | -       | -       | 12        | 2         | 12    | 2     |
| Total carrera    | Total carrera | -           | -           | -       | -       | 15        | 3         | 15    | 3     |

### Resumen estadístico
|                             | Partidos | Goles | Promedio |
| --------------------------- | -------- | ----- | -------- |
| Liga                        | 68       | 3     | 0,04     |
| Copas nacionales            | 1        | 0     | 0,00     |
| Copas internacionales       | 3        | 0     | 0,00     |
| Selección de Uruguay Sub-18 | 3        | 1     | 0,33     |
| Selección de Uruguay Sub-20 | 12       | 2     | 0,16     |
| Total                       | 87       | 6     | 0,07     |

## Palmarés

### Títulos nacionales
| Título                  | Equipo   | País    | Año  |
| ----------------------- | -------- | ------- | ---- |
| Supercopa Uruguaya      | Nacional | Uruguay | 2019 |
| Torneo Clausura         | Nacional | Uruguay | 2019 |
| Campeonato Uruguayo     | Nacional | Uruguay | 2019 |
| Torneo Intermedio       | Nacional | Uruguay | 2020 |
| Campeonato Uruguayo (2) | Nacional | Uruguay | 2020 |
| Supercopa Uruguaya (2)  | Nacional | Uruguay | 2021 |

### Otras distinciones
- Torneo Clausura Sub-15: 2014
- Campeonato Uruguayo Sub-15: 2014
- Torneo Apertura Sub-16: 2015
- Torneo Clausura Sub-16: 2015
- Campeonato Uruguayo Sub-16: 2015